# Маржин
Маржин (на английски: Margin) във финансовата теория и в практиката на капиталовите пазари обикновено означава гаранционна сума, предназначена за търговия с ценни книжа, която се депозира при брокер за откриването на маржин сметка. Целта на маржина е да се получат заемни средства от самия брокер, които клиентът да използва за търговия с инструменти на стойност, значително превишаваща гаранционната сума. Икономическият смисъл от използването на маржин е, че клиентът има възможност да реализира печалба върху цялата открита позиция, като същевременно ограничи инвестираната сума пари до размера на внесения маржин. Маржин търговията с акции и индекси е рискова форма на инвестиране.

## Маржин съотношение
Маржин съотношение (на английски: Margin Ratio) е съотношението между собствените средства на клиента и откритата позиция (закупените ценни книжа), в която е инвестирал клиентът. Напр. съотношение 10:1 означава, че с депозиран при брокера маржин в размер на 1000 лв. клиентът може да закупи ценни книжа (да открие позиция) в размер на 10 000 лв.

## Маржин изискване
Маржин изискване (на английски: Margin Call) е изискване, отправено от брокера към клиента да внесе сума пари, така че размерът на маржина да не пада под минималната, изискуема от брокера стойност.
- Първоначално маржин изискване (на английски: Initial Margin) – е първоначалната сума, която клиентът трябва да внесе при брокера, за да започне маржин търговия.
- Поддържащо маржин изискване (на английски: Variation Margin) – е сумата, която клиентът трябва да внесе при брокера, за да попълни маржина, след началото на маржин търговията, ако натрупаните загуби от преоценка на откритата позиция на клиента са намалили размера на маржина под минималната стойност, изискуема от брокера.